# Jaroslava Hrivnáková
Doc. MUDr. Jaroslava Hrivnáková, DrSc. (* 1930) je česká plastická chiruržka a docentka 3. lékařské fakulty Univerzity Karlovy, zaměřující se mj. na rekonstrukční a estetickou chirurgii vrozených vývojových vad, zejména obličejových rozštěpů.

## Vzdělání a profesní dráha
Po dokončení studií medicíny nastoupila na chirurgická oddělení nemocnic v Roudnici a v Prešově. Na chirurgických oddělení nemocnic pracovala 5 let. V roce 1961 získala atestaci 1. stupně a přijala místo odborného asistenta na klinice plastické chirurgie Lékařské fakulty hygienické (nyní 3. LF UK). Kliniku plastické chirurgie v Praze si vybrala, protože pocházela z Prahy a měla zkušenosti ze dvou delších stáží na Klinice plastické chirurgie v Bratislavě. Stala se součástí kliniky vedené profesorem Františkem Burianem. Nejraději vzpomínala právě na čtyři roky práce pod jeho odborným vedením. Profesor Burian ovlivnil její profesní dráhu a v té době se stala jednou z mála plastických chiruržek. Dále pracovala pod vedením plastických chirurgů, jakými byli profesor Václav Karfík nebo profesorka Helena Pešková.
S profesorem Miroslavem Fárou se věnovali zvláště vrozeným vadám, zejména obličejovým rozštěpům a publikovali výsledky své práce ve světových odborných časopisech. Na klinice působila ve funkci zástupkyně přednosty kliniky a vedla dětskou část. Plánovala operace dětí a zapisovala je do plánu operací. Byla většinou prvním lékařem, který rodičům vysvětloval vše ohledně operativní léčby obličejových rozštěpů a vysvětloval další postupy léčby.

## Odborná činnost a ocenění
Jaroslava Hrivnáková je autorkou publikací, které se zabývají problematikou obličejových rozštěpů a protokolu jejich léčby.